# Немецкий национальный театр в Веймаре
Немецкий национальный театр и Государственная капелла в Веймаре  им. Гёте и Шиллера (нем. Deutsches Nationaltheater und Staatskapelle Weimar,Güte und Schiller DNT) — самый известный театр Веймара, объединяющий, как следует из названия, две организации: театр и оркестр. Немецкий национальный театр располагает в городе в целом шестью сценическими площадками. Театр часто гастролирует по Германии и другим немецкоязычным регионам и выступает в электронных средствах информации.

## История
Зарождение веймарской сцены в XVIII веке связано с постановкой комедий в Веймарском дворце. После пожара во дворце (1774) театр обосновался в доме для балов-маскарадов. В 1779 году в центре Веймара было построено первое собственное здание для театра. Премьера в новом здании состоялась 26 мая 1780 года. На сцене театра ставились, как профессиональные, так и любительские спектакли. С 1791 по  1817 год театром руководил И. В. Гёте. Это время считают первым блистательным периодом в истории Веймарского театра. В 1798 году здание театра было перестроено. Премьерой была постановка драмы Ф. Шиллера «Лагерь Валленштейна». Гёте и Шиллер плодотворно сотрудничали в театре в 1799—1805 годах. В ночь с 21 на 22 марта 1825 года театр сгорел. Потрясение Гёте было столь велико, что он написал театру некролог. За пять месяцев было построено новое здание театра. 
Период с 1825 по 1907 год считают вторым выдающимся периодом в истории веймарской сцены. Кульминацией стала премьера «Фауста I» в 1829 году — к 80-летию Гёте. В 1907 году старое здание театра снесли, построили новое. В 1919 году театру присвоили название «Немецкий национальный театр». Здесь 11 августа 1919 года Национальное собрание первой немецкой республики приняло Веймарскую конституцию.
9 февраля 1945 года здание театра было разрушено бомбардировкой, через 2 года восстановлено. Первый послевоенный сезон был открыт 28 августа 1948 года в день рождения Гёте постановкой его трагедии «Фауст». На Театральной площади перед театром находится памятник Гёте и Шиллеру.

## Площадки
- Большой зал, традиционно главная площадка театра (музыка, представления)
- Фойе и Зал Студии, две дополнительные площадки для малых форм на Театральной площади (кабаре)
- E-Werk Weimar, бывшая промзона с двумя площадками, Машинным Залом (176-199 мест) и Бойлерной (до 87 мест)
- Редут, бывший "Дом Офицеров", на севере города[2]

## Государственная капелла в Веймаре

### История
После Второй Мировой войны, Герман Абендрот стал генеральным музыкальным руководителем (нем. Generalmusikdirektor) и главным дирижером ансамбля, проработав с 1945 по 1956. В дальнейшем этот пост занимали Герхард Пфлюгер(1957 - 1973), Лотар Сейфарт(1973 -1979), Рольф Ройтер(1979-1980), Питер Гюльке(1980 - 1981, Джордж Александр Альбрехт(1996-2002), Жак ван Стин(2002-2005) и Карл Сент-Клер(2005-2008).